# Selección de fútbol sub-17 de Costa de Marfil
La Selección de fútbol sub-17 de Costa de Marfil, conocida también como Selección infantil de fútbol de Costa de Marfil, es el equipo que representa al país en la Copa Mundial de Fútbol Sub-17 y en el Campeonato Africano Sub-17, y es controlada por la Federación Marfileña de Fútbol.

## Historial
Es un selección que no ha estado muchas veces en los mundiales de la categoría ni en los torneos continentales, ya que a nivel continental ha participado en 5 ocasiones, pero en dos de esas tres apariciones ha conseguido clasificarse al Mundial Sub-17, en donde en su primera participación en 1987 obtuvieron el tercer lugar. Han participado un total de 4 veces en mundiales de la categoría.

## Palmarés
- Mundial Sub-17: 0

 Tercer Lugar (1): 1987
- Campeonato Africano Sub-17: 1

 Campeon (1): 2013
 Tercer Lugar (2): 2005, 2025
Cuarto Lugar (1): 2011

## Estadísticas

### Mundial Sub-17
| Récord         | Récord           | Récord         | Récord         | Récord         | Récord         | Récord         | Récord         | Récord         |
| Apariciones: 5 | Apariciones: 5   | Apariciones: 5 | Apariciones: 5 | Apariciones: 5 | Apariciones: 5 | Apariciones: 5 | Apariciones: 5 | Apariciones: 5 |
| Año            | Ronda            | J              | G              | E              | P              | GF             | GC             |                |
| -------------- | ---------------- | -------------- | -------------- | -------------- | -------------- | -------------- | -------------- | -------------- |
| 1985           | No clasificó     | No clasificó   | No clasificó   | No clasificó   | No clasificó   | No clasificó   | No clasificó   |                |
| 1987           | Tercer lugar     | 5              | 3              | 1              | 1              | 7              | 6              |                |
| 1989           | No clasificó     | No clasificó   | No clasificó   | No clasificó   | No clasificó   | No clasificó   | No clasificó   |                |
| 1991           | No clasificó     | No clasificó   | No clasificó   | No clasificó   | No clasificó   | No clasificó   | No clasificó   |                |
| 1993           | No clasificó     | No clasificó   | No clasificó   | No clasificó   | No clasificó   | No clasificó   | No clasificó   |                |
| 1995           | No clasificó     | No clasificó   | No clasificó   | No clasificó   | No clasificó   | No clasificó   | No clasificó   |                |
| 1997           | No clasificó     | No clasificó   | No clasificó   | No clasificó   | No clasificó   | No clasificó   | No clasificó   |                |
| 1999           | No clasificó     | No clasificó   | No clasificó   | No clasificó   | No clasificó   | No clasificó   | No clasificó   |                |
| 2001           | No clasificó     | No clasificó   | No clasificó   | No clasificó   | No clasificó   | No clasificó   | No clasificó   |                |
| 2003           | No clasificó     | No clasificó   | No clasificó   | No clasificó   | No clasificó   | No clasificó   | No clasificó   |                |
| 2005           | Fase de grupos   | 3              | 0              | 1              | 2              | 4              | 8              |                |
| 2007           | No clasificó     | No clasificó   | No clasificó   | No clasificó   | No clasificó   | No clasificó   | No clasificó   |                |
| 2009           | No clasificó     | No clasificó   | No clasificó   | No clasificó   | No clasificó   | No clasificó   | No clasificó   |                |
| 2011           | Octavos de final | 4              | 1              | 1              | 2              | 10             | 10             |                |
| 2013           | Cuartos de final | 5              | 2              | 1              | 2              | 7              | 5              |                |
| 2015           | No clasificó     | No clasificó   | No clasificó   | No clasificó   | No clasificó   | No clasificó   | No clasificó   |                |
| 2017           | No clasificó     | No clasificó   | No clasificó   | No clasificó   | No clasificó   | No clasificó   | No clasificó   |                |
| 2019           | No clasificó     | No clasificó   | No clasificó   | No clasificó   | No clasificó   | No clasificó   | No clasificó   |                |
| 2023           | No clasificó     | No clasificó   | No clasificó   | No clasificó   | No clasificó   | No clasificó   | No clasificó   |                |
| 2025           | Clasificado      | Clasificado    | Clasificado    | Clasificado    | Clasificado    | Clasificado    | Clasificado    |                |
| Total          | 4/19             | 17             | 6              | 4              | 7              | 28             | 29             |                |

### Campeonato Africano Sub-17
| Récord         | Récord             | Récord             | Récord             | Récord             | Récord             | Récord             | Récord             | Récord         |
| Apariciones: 6 | Apariciones: 6     | Apariciones: 6     | Apariciones: 6     | Apariciones: 6     | Apariciones: 6     | Apariciones: 6     | Apariciones: 6     | Apariciones: 6 |
| Año            | Ronda              | J                  | G                  | E                  | P                  | GF                 | GC                 |                |
| -------------- | ------------------ | ------------------ | ------------------ | ------------------ | ------------------ | ------------------ | ------------------ | -------------- |
| 1995           | No clasificó       | No clasificó       | No clasificó       | No clasificó       | No clasificó       | No clasificó       | No clasificó       |                |
| 1997           | Fase de grupos     | 3                  | 1                  | 1                  | 1                  | 7                  | 2                  |                |
| 1999           | No clasificó       | No clasificó       | No clasificó       | No clasificó       | No clasificó       | No clasificó       | No clasificó       |                |
| 2001           | Abandonó el torneo | Abandonó el torneo | Abandonó el torneo | Abandonó el torneo | Abandonó el torneo | Abandonó el torneo | Abandonó el torneo |                |
| 2003           | No clasificó       | No clasificó       | No clasificó       | No clasificó       | No clasificó       | No clasificó       | No clasificó       |                |
| 2005           | Tercer lugar       | 5                  | 3                  | 0                  | 2                  | 6                  | 5                  |                |
| 2007           | No clasificó       | No clasificó       | No clasificó       | No clasificó       | No clasificó       | No clasificó       | No clasificó       |                |
| 2009           | No clasificó       | No clasificó       | No clasificó       | No clasificó       | No clasificó       | No clasificó       | No clasificó       |                |
| 2011           | Cuarto lugar       | 5                  | 2                  | 3                  | 2                  | 9                  | 7                  |                |
| 2013           | Campeón            | 5                  | 2                  | 1                  | 0                  | 5                  | 3                  |                |
| 2015           | Fase de grupos     | 3                  | 1                  | 1                  | 1                  | 4                  | 4                  |                |
| 2017           | No clasificó       | No clasificó       | No clasificó       | No clasificó       | No clasificó       | No clasificó       | No clasificó       |                |
| 2019           | No clasificó       | No clasificó       | No clasificó       | No clasificó       | No clasificó       | No clasificó       | No clasificó       |                |
| 2023           | No clasificó       | No clasificó       | No clasificó       | No clasificó       | No clasificó       | No clasificó       | No clasificó       |                |
| 2025           | Tercer lugar       | 6                  | 2                  | 4                  | 0                  | 11                 | 4                  |                |
| Total          | 6/15               | 27                 | 11                 | 10                 | 6                  | 42                 | 25                 |                |